# 松田耕平
松田耕平（（日語）まつだ こうへい，1922年1月28日—2002年7月10日）為日本東洋工業（現稱馬自達）的第四任社長，祖父為該公司第二任社長松田重次郎，生父為該公司第三任社長松田恒次，長子為現任廣島東洋鯉魚隊老闆松田元。在他任內主導該公司推出低汙染型引擎的Luce AP，並使Cosmo重新推出。同時從他的父親松田恒次、他自己、松田元（其長子）等連續三任都是日本職棒廣島鯉魚隊的球團經營者，並於2003年獲得日本棒球名人堂特別表揚。

## 生平略歷
1922年1月28日松田耕平出生於日本廣島縣廣島市上幟町，畢業於京北中學（東洋大學京北中學高等學校前身）、慶應義塾大學。1956年就任東洋工業（現稱馬自達）的區域經銷商「廣島馬自達」社長，直到1970年父親松田恒次去世，才回到東洋工業任職第三任社長。當年該公司販售的主力產品是轉子引擎，包括Familia、Luce及Capella等車款都搭載了此型引擎。
不過1973年全球爆發第一次石油危機，日本國內吹起節約能源的風潮，消費者對於被揶揄成「喝汽油像是喝水般」的轉子引擎敬而遠之，於是市場佔有率節節敗退。1977年在大藏省銀行局的德田博美與通產省的小松勇五郎等政府官員的介入，以及主要往來銀行住友銀行的指導下，松田耕平轉任成沒有實質治理權的董事會會長，對於該公司的影響力逐漸變小，後來於1998年轉任名譽諮詢委員。
成立於1950年的廣島鯉魚隊由於沒有主要贊助者，球團曾一度傳出經營危機。直到1957年舊廣島市民球場啟用，雖然化解了經營危機，但仍擺脫不掉「萬年B級球隊」的形象，最佳紀錄只拿過全聯盟第四名。1967年馬自達成為該球團第一大股東，因為稅賦制度上的理由，將球隊名稱改成廣島東洋鯉魚隊。松田恒次擔任第一任球團經營者，松田耕平於1970年11月父親去世後繼任。為了改造這支萬年B級球隊，他在1973年聘用慶應義塾大學的同學別當薰、1975年聘用該隊首位外國籍總教練喬·魯茲（Joe Lutz）。雖然魯茲後來在循環賽中途退出球團，但該球隊將識別顏色改成代表鬥志燃燒的紅色後，1979年終於奪下中央聯盟優勝冠軍，刮起「紅色地獄旋風」（（日語）赤ヘル旋風）。
接下來該球隊在古葉竹識、阿南準郎、山本浩二等總教練的率領下，五度獲得了中央聯盟冠軍（1979年、1980年、1984年、1986年、1991年）、三度摘下日本職棒年度總冠軍（1979年、1980年、1984年）。1990年該球隊考量到自身的整體條件難以吸引洋將好手加盟，所以在多明尼加設立「鯉魚棒球學校」（（日語）カープアカデミー，（英文）Carp Academy），自行挖掘栽培當地的棒球好手，創下日本職棒的先例。此外，松田耕平對於隊中的日籍球員非常惜才：除了外木場義郎、池谷公二郎、山本浩二、衣笠祥雄、高橋慶彥、北別府學、江夏豐、川口和久等締造該隊顛峰時期的主力球員，時間允許的話也常跑去觀看二軍的比賽，對於每個球員都平等對待。他還在溫泉之鄉由布市湯布院町自費建造該球隊的專屬休憩場所、在球員大野豐的婚禮中雖未被安排坐在上座，卻對旁人說出「廣島隊的每個選手都是我的孩子」等令大野豐雙親感動的話語。
1991年廣島隊雖然贏得中央聯盟冠軍，卻在總冠軍賽中敗給西武獅隊，加上總教練三村敏之在1998年辭職引退，該隊又陷入B級隊伍的低潮期。儘管如此，松田耕平仍出現在練習場與正式比賽中替選手打氣鼓勵；遇到廣島隊的主場比賽，他也會站在本壘板後方替每位球員拍攝照片。2002年7月10日因胃癌去世，享壽80歲。他是一位衷心喜歡棒球、熱愛廣島隊的球團老闆，當時主力球員新井貴浩在職棒全明星賽的新聞採訪中提到：「受到爺爺（指松田耕平）的疼愛，應該要向他報恩」，後來新井在第二戰中擊出全壘打，也創造出個人的最佳成績。由於松田耕平一直支持廣島隊，開創出該隊的黃金顛峰期，翌年2003年獲得日本棒球名人堂特別表揚（（日語）野球殿堂特別表彰）。

## 外部連結
- （日語）【MAZDA】マツダの歴史 - 1920年~1969年
- （日語）野球体育博物館：殿堂一覽 （页面存档备份，存于）